# Музей муми-троллей
Музей Муми-троллей (швед. Muminmuseet, фин. Muumimuseo) — детский музей в городе Тампере, в Финляндии, посвящённый вселенной муми-троллей.
С 1987 по 2016 годы музей размещался в подвальном помещении городской библиотеки «Metso», а с 17 июня 2017 года открылся в новых помещениях Дворца Тампере.

## История
В конце 1970-х годов художники Тууликки Пиетиля (англ. Tuulikki Pietilä), Пентти Эйстола и сама писательница Туве Янссон (при участии архитектора Реймы Пиетиля) построили пятиэтажный Муми-дом высотой 2,5 метра. После успешного его показа на родине был запланирован мировой тур, но пришлось ограничиться поездкой по скандинавским странам в 1980—1983 годах.
Затем в течение трёх лет дом находился на реставрации в мастерской Янссон. В 1986 году он вновь был показан жителям и гостям Тампере, а с 1987 года является центром экспозиции Музея муми-троллей. За четверть века своего существования музей посетили более одного миллиона человек.
С 1987 года музей находился в подвальном помещении библиотеки «Metso», где были представлены оригинальные иллюстрации Туве Янссон к своим книгам о муми-троллях, трёхмерные фигуры, сделанные Тууликки Пиетиля, миниатюры, созданные врачом Пентти Эйстола, мультимедийные экспонаты, всего около 2 тысяч экспонатов;
центр экспозиции — пятиэтажный Муми-дом высотой 2,5 метра. 30 октября 2016 года музей закрылся.
17 июня 2017 года музей открылся в новых помещениях во Дворце Тампере.
- Муми-тролль у входа в библиотеку, одетый в футболку Wikipedia.
- Здание библиотеки Metso, в подвале которой с 1987 по 2016 год находился музей.